# Christina Elafsdotter
Christina Elafsdotter, död 1541, var en svensk katolsk birgittinnunna och författare. Hon kallades som nunna Christina Elavi.

## Biografi
Christina Elafsdotter inträdde i Vadstena kloster, tillhörande Birgittinorden, och blev nunna 1510. 
Hon översatte Gregorius Stylista, legenden om Gregorius på stenen, från tyska språket till svenska.